# 武功城隍庙
武功城隍庙位于中国陕西省咸阳市武功县城内东街，1981年被列为武功县文物保护单位，1992年被列为第三批陕西省文物保护单位，2013年被列为第七批全国重点文物保护单位。
武功城隍庙建于明代，清代及现代多次维修。建筑群占地8.5亩，沿中轴线由南至北依次有牌楼（现存遗址）、山门、东西配殿、戏楼、钟鼓楼（1973年拆毁）、献殿、正殿、寝殿。献殿面阔进深各五间，卷棚式灰瓦顶，正殿面阔进深各五间，单檐歇山顶，外檐重昂五踩斗拱。寝殿面阔五间，进深三间，单檐歇山顶。